# Physopleurus maillei
Physopleurus maillei là một loài bọ cánh cứng trong họ Cerambycidae.